# Natalia Pavlovna Paley
Natal’ja Pavlovna Paley, Наталья Павловна Палей (Parigi, 5 dicembre 1905 – New York, 27 dicembre 1981), è stata una modella e attrice francese, cugina dell'ultimo Zar Nicola II.

## Infanzia
Meglio conosciuta come Natalie Paley, era figlia del gran principe Pavel Aleksandrovič Romanov e di Ol'ga Valerianovna Paley, creata principessa Paley da Nicola II. Frutto di un matrimonio morganatico, che produsse scandalo a corte, per i primi anni di vita rimase in esilio con la famiglia a Parigi, fino a quando lo Zar non permise al gran principe Pavel di rientrare in patria. Natal’ja per parte paterna aveva un fratellastro ed una sorellastra, i gran principi Dmitrij e Marija.
Natal’ja lascia la Russia nel 1920 insieme alla madre ed alla sorella Irina, durante la rivoluzione bolscevica, mentre il padre ed il fratello Vladimir vengono uccisi: fuggono in Finlandia e da qui a Parigi, dove trovano rifugio gran parte dei membri della famiglia imperiale.
Nel 1927 diventa la seconda moglie dello stilista francese, ed ex eroe di guerra Lucien-Camille Lelong, per cui lavora anche come modella. La Paley diventa in quel periodo una icona della moda, il cui stile viene imitato dalle donne dell'epoca, e la cui immagine compare spesso su Vogue. Recita anche nel film di Alexander Korda Le ultime avventure di Don Giovanni e in quello di Marcel L'Herbier L'epervier.
Nel 1937 divorzia dal marito e si trasferisce negli Stati Uniti, dove continua a lavorare come attrice. Uno dei suoi ruoli più celebri è quello in Il diavolo è femmina dove diventa amica di Katharine Hepburn. Ha una breve relazione con Jean Cocteau, che termina con un aborto.
Dopo aver incantato gli spettatori con la sua bellezza ed aver goduto di un breve periodo di successo, si ritira dalle scene e sposa nel 1937 il produttore teatrale John Chapman Wilson, ex amante di Cole Porter, trasferendosi a Manhattan e lavorando lì per molti anni nelle pubbliche relazioni per lo stilista Mainbocher. Muore a New York e viene sepolta nel cimitero della First Presbyterian Church a Ewing, in New Jersey.

## Filmografia
- L'Épervier (film 1933), regia di Marcel L'Herbier
- Le Prince Jean, regia di Jean de Marguenat (1934)
- Le ultime avventure di Don Giovanni (The Private Life of Don Juan), regia di Alexander Korda (1934)
- Il diavolo è femmina (Sylvia Scarlett), regia di George Cukor (1935) (non accreditata)
- Les Hommes nouveaux (film 1936), regia di Marcel L'Herbier
- L'Homme des Folies-Bergère, regia di Marcel Achard (1936)

## Ascendenza
|                                        |  |                                  | Genitori                          |  |  | Nonni |  |  | Bisnonni    |  |  | Trisnonni   |  |
|                                        |  |                                  |                                   |  |  |       |  |  | 8. Nicola I |  |  | 16. Paolo I |  |
|                                        |  |                                  |                                   |  |  |       |  |  | 8. Nicola I |  |  | 16. Paolo I |  |
|                                        |  | 17. Sofia Dorotea di Württemberg |                                   |  |  |       |  |  | 8. Nicola I |  |  |             |  |
| 4. Alessandro II                       |  |                                  |                                   |  |  |       |  |  | 8. Nicola I |  |  |             |  |
|                                        |  | 9. Carlotta di Prussia           | 18. Federico Guglielmo III        |  |  |       |  |  |             |  |  |             |  |
|                                        |  | 9. Carlotta di Prussia           | 18. Federico Guglielmo III        |  |  |       |  |  |             |  |  |             |  |
|                                        |  | 9. Carlotta di Prussia           | 19. Luisa di Meclemburgo-Strelitz |  |  |       |  |  |             |  |  |             |  |
| 2. Pavel Aleksandrovič Romanov         |  | 9. Carlotta di Prussia           |                                   |  |  |       |  |  |             |  |  |             |  |
|                                        |  | 10. Luigi II                     | 20. Luigi I                       |  |  |       |  |  |             |  |  |             |  |
|                                        |  | 10. Luigi II                     | 20. Luigi I                       |  |  |       |  |  |             |  |  |             |  |
|                                        |  | 10. Luigi II                     | 21. Luisa d'Assia-Darmstadt       |  |  |       |  |  |             |  |  |             |  |
| 5. Maria d'Assia-Darmstadt (1824-1880) |  | 10. Luigi II                     |                                   |  |  |       |  |  |             |  |  |             |  |
|                                        |  | 11. Guglielmina di Baden         | 22. Carlo Luigi di Baden          |  |  |       |  |  |             |  |  |             |  |
|                                        |  | 11. Guglielmina di Baden         | 22. Carlo Luigi di Baden          |  |  |       |  |  |             |  |  |             |  |
|                                        |  | 11. Guglielmina di Baden         | 23. Amalia d'Assia-Darmstadt      |  |  |       |  |  |             |  |  |             |  |
| 1. Natal’ja Pavlovna Paley             |  | 11. Guglielmina di Baden         |                                   |  |  |       |  |  |             |  |  |             |  |
|                                        |  |                                  |                                   |  |  |       |  |  |             |  |  |             |  |
|                                        |  |                                  |                                   |  |  |       |  |  |             |  |  |             |  |
|                                        |  |                                  |                                   |  |  |       |  |  |             |  |  |             |  |
| Valerian Karnovič                      |  |                                  |                                   |  |  |       |  |  |             |  |  |             |  |
|                                        |  |                                  |                                   |  |  |       |  |  |             |  |  |             |  |
|                                        |  |                                  |                                   |  |  |       |  |  |             |  |  |             |  |
|                                        |  |                                  |                                   |  |  |       |  |  |             |  |  |             |  |
| 3. Ol'ga Valerianovna Paley            |  |                                  |                                   |  |  |       |  |  |             |  |  |             |  |
|                                        |  | …                                | …                                 |  |  |       |  |  |             |  |  |             |  |
|                                        |  | …                                | …                                 |  |  |       |  |  |             |  |  |             |  |
|                                        |  | …                                | …                                 |  |  |       |  |  |             |  |  |             |  |
| Ol'ga Vasil'evna Meszaros              |  | …                                |                                   |  |  |       |  |  |             |  |  |             |  |
|                                        |  | …                                | …                                 |  |  |       |  |  |             |  |  |             |  |
|                                        |  | …                                | …                                 |  |  |       |  |  |             |  |  |             |  |
|                                        |  | …                                | …                                 |  |  |       |  |  |             |  |  |             |  |
|                                        |  | …                                |                                   |  |  |       |  |  |             |  |  |             |  |